# ジェフリー・ダニエル
ジェフリー・ダニエル（Jeffrey Daniel）は、アメリカ合衆国生まれのダンサー、歌手。
ジェフリー・ダニエル（Jeffrey Daniel）は、アメリカ・ロサンゼルス出身のダンサー、歌手、振付師であり、R&Bグループ「シャラマー（Shalamar）」の創設メンバーとしても知られている。世界的に有名な「ムーンウォーク（moonwalk）」をマイケル・ジャクソンに教えた人物として、ダンス界で非常に大きな影響を与えた。

## 経歴

### グループ活動
シャラマーのメンバーとして「A Night to Remember」「Friends」など多数のヒット曲をリリースし、全世界で2,500万枚以上のレコードを売り上げた。ソウルトレイン（Soul Train）などで披露した「バック・スライド（Backslide）」が、後に「ムーンウォーク」として世界的に知られるようになる。

### マイケル・ジャクソンとの関係とムーンウォーク
ムーンウォークの伝授ジェフリー・ダニエルは、元々「バック・スライド」と呼ばれていたムーンウォークを1979年にアメリカのテレビ番組「ソウルトレイン」で、1982年にはイギリスの「トップ・オブ・ザ・ポップス」で披露した。
マイケル・ジャクソンはダニエルのダンスに感銘を受け、彼に直接ダンスを学んだ。1980年頃からマイケルにムーンウォークを指導し、1983年の「Motown 25」特番でマイケルが初めて公の場でムーンウォークを披露し、世界中に衝撃を与えた。振付師としての活動その後、マイケル・ジャクソンの「Bad」や「Smooth Criminal」などのミュージックビデオで共同振付師として参加し、パフォーマーとしても登場している。

### ダンス界への影響
ジェフリー・ダニエルはロッキング、ポッピング、ワッキングなどのストリートダンスをヨーロッパやイギリスに広め、ダンスカルチャーに革命をもたらした。後進への影響彼のスタイルやテクニックは、マイケル・ジャクソン以外にも多くのアーティストやダンサーに影響を与えている。自身もダンスコンテストの審査員やワークショップを通じて、世界中で若手育成に尽力している。

### その他の活動
ジェフリー・ダニエルは日本やイギリス、ナイジェリアなど世界各地で活動しており、日本語も堪能。ナイジェリアの「Nigerian Idol」では審査員も務めた。現在もシャラマーのメンバーとして世界各地でライブを行い、ダンサー、振付師、プロデューサーとして精力的に活動を続けている。